# Deixa o Teu Rio me Levar
Deixa o teu Rio me Levar é o quinto trabalho musical da cantora cristã Soraya Moraes, lançado pela gravadora Line Records em 2004.
O álbum conquistou avaliações favoráveis da crítica e foi eleito o 68º melhor disco da década de 2000, de acordo com lista publicada pelo Super Gospel. Além disso, venceu o Grammy Latino 2005 na categoria "Melhor álbum de música cristã em língua portuguesa".

## Faixas
1. Tempo de Celebração
2. Me Alegro no Senhor
3. Marcas
4. Nuvem de Glória
5. Teus Altares
6. Não Há Ninguém Como Tu
7. Deixa o Teu Rio Me Levar
8. Mais Perto Quero Estar
9. Estou Pronto (I'm Ready)
10. Toca em Mim
11. Braços de Amor
12. Novo Coração
13. O Teu Amor (Up Where We Belong)
14. Deus Forte
15. Celebrando a Vitória